# Sebastian Kurz
Sebastian Kurz (Viena, 27 de agosto de 1986) é um político austríaco do partido democrata-cristão–conservador, Partido Popular Austríaco (ÖVP). Kurz foi o Chanceler da Áustria de dezembro de 2017 até maio de 2019 pela primeira vez e, depois, uma segunda vez, de janeiro de 2020 a outubro de 2021.
O estilo de liderança e juventude de Kurz revitalizou o conservadorismo austríaco. Durante seu governo, tomou medidas de cunho nacionalista, além de ter endurecido medidas de imigração e seguridade social. Tentou passar ainda pelo Parlamento medidas para desregulamentar a economia, reduzir a burocracia do governo e buscou aumentar a jornada de trabalho diária de oito para doze horas (de forma voluntária para os empregados). Apesar de popular no começo do seu governo, escandalos e corrupção afetaram sua imagem.

## Infância e juventude

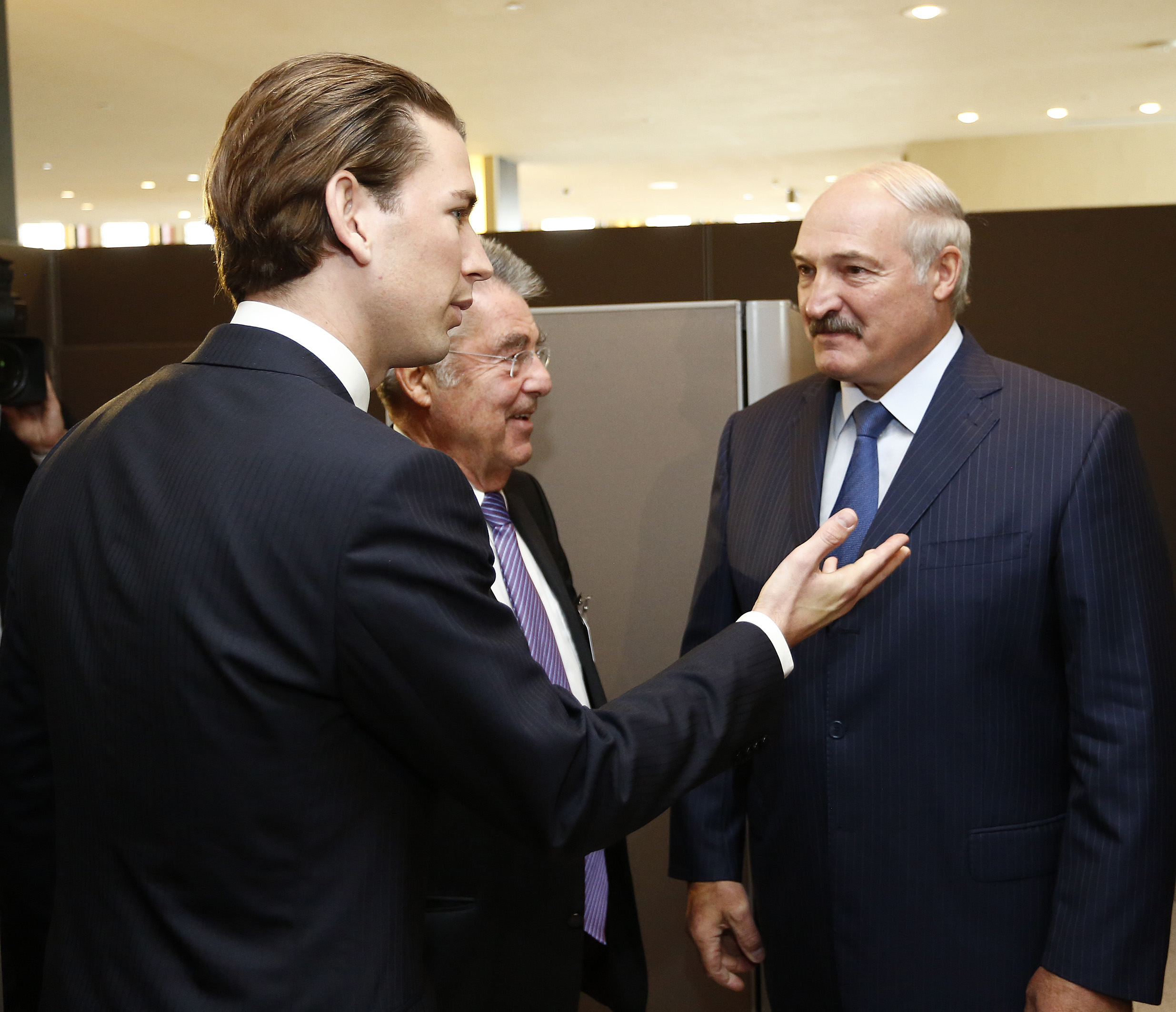
Assembleia Geral da ONU. BM Sebastian Kurz e BP Heinz Fischer encontram-se com o presidente da Bielorrússia, Lukashenko. Nova York, 28 de setembro de 2015.

Kurz nasceu em Viena, filho único de pais católicos Josef e Elisabeth Kurz. Seu pai é engenheiro e sua mãe é professora de gramática. Sua avó materna, Magdalena Müller - (nascida em 1928, Temerin, Reino dos Sérvios, Croatas e Eslovenos, hoje Vojvodina,Sérvia) - que era um dos Suábios do Danúbio que fugiu da cidade e se estabeleceu em Zogelsdorf (hoje na Áustria) durante a Segunda Guerra Mundial. Partisans iugoslavos e do Exército Vermelho começaram a ocupar o território que fazia parte do Reino da Hungria.
Ele foi criado no distrito de Meidling, onde ainda vive. Em 2004, completou o serviço militar obrigatório e, em seguida, começou a estudar direito na Universidade de Viena em 2005, mas depois desistiu para se concentrar em sua carreira política.

## Juventude do partido popular da Áustria e Conselho Nacional
Em 2009, Kurz foi eleito presidente da juventude  do Partido Popular Austríaco. Entre 2010 e 2011, ele foi membro do conselho da cidade de Viena, onde se concentrou na igualdade geracional e na garantia de pensões. Em abril de 2011, ele foi nomeado para o recém-criado cargo de Secretário de Estado da Integração (parte do Ministério do Interior).
Nas eleições gerais de 2013, Kurz foi eleito como membro do Conselho Nacional, ganhando os votos mais diretos de qualquer membro nas eleições.

## Ministro das Relações Exteriores da Áustria (2013–2017)

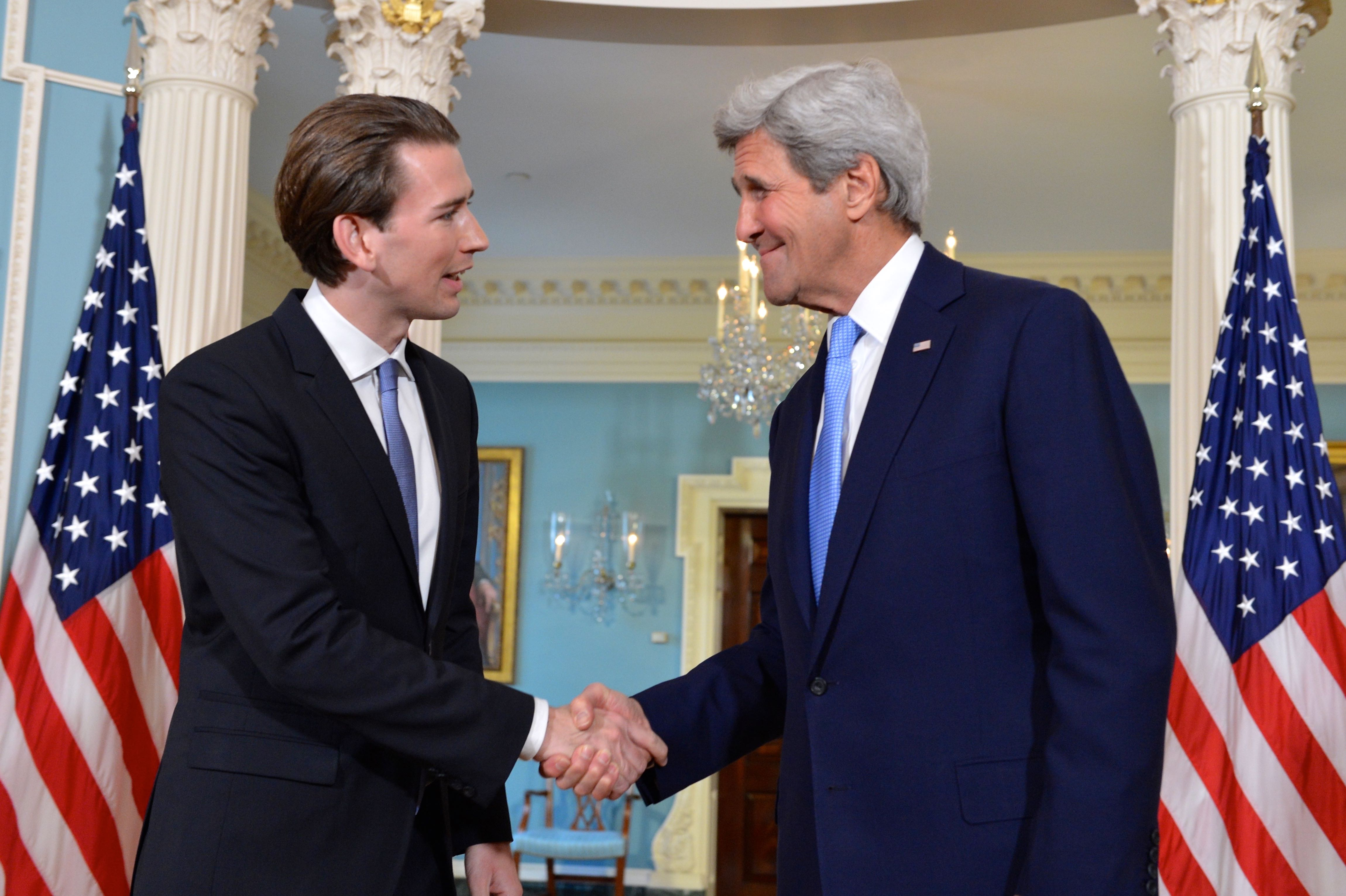
O então Secretário de Estado John Kerry se encontra com o então ministro das relações exteriores austríaco Sebastian Kurz.

Em dezembro de 2013, Kurz tornou-se ministro das Relações Exteriores da Áustria, cuja carteira a seu pedido foi ampliada para incluir a integração social. Na época de sua posse, Kurz era o mais jovem ministro do governo da Áustria desde a fundação da república e o mais jovem ministro das Relações Exteriores do mundo.
Sua primeira viagem ao exterior foi a Croácia, marcando o contínuo apoio austríaco à adesão do país à União Europeia. Em fevereiro de 2014, ele recebeu a primeira de várias rodadas de negociações sobre o programa nuclear do Irã em Viena, fortalecendo a posição da Áustria como um lugar de diálogo.
As negociações foram concluídas com sucesso em 14 de julho de 2015, quando o Plano de Ação Integral Conjunto foi assinado pelo Irã, pelo P5 + 1 e pela União Europeia. Após a assinatura, Kurz disse estar satisfeito com o resultado das negociações com o Irã e expressou sua esperança de que “o Acordo de Viena atue como um catalisador para as ambições globais de desarmamento nuclear”.
Durante seu primeiro ano no cargo, Kurz presidiu o Comitê de Ministros do Conselho da Europa até maio de 2014. Em maio de 2014, como presidente do Comitê de Ministros do Conselho da Europa, Sebastian Kurz convidou 30 ministros de Relações Exteriores, entre eles O ministro das Relações Exteriores da Rússia, Sergey Lavrov, e seu colega ucraniano, Andrii Deshchytsia, a Viena, para negociar soluções para acabar com a crise ucraniana.
Como parte da Iniciativa Humanitária, Kurz sediou a Conferência de Viena sobre o Impacto Humanitário das Armas Nucleares no final de 2014. Seguindo a sua proposta, Viena mais tarde sediou as negociações que levaram ao Plano Global de Ação Conjunta para o programa nuclear do Irã em 2015. Em novembro de 2014, Sebastian Kurz foi nomeado para liderar os ministros de Relações Exteriores do Partido Popular Europeu em conjunto com Elmar. Brok, presidente da Comissão dos Assuntos Externos no PE
No decurso da crise dos migrantes europeus em 2015, Kurz apelou a um controlo mais eficaz das fronteiras externas da União Europeia e apresentou um plano de 50 pontos para a integração, com especial ênfase nas áreas da língua e educação, trabalho e emprego. mercado, Estado de Direito e valores.
Em 2015, ele propôs uma nova lei que proíbe o financiamento estrangeiro de mesquitas ou o pagamento de salários de imãs e a regulamentação da versão do Alcorão que pode ser usada na Áustria. A lei fornece aos muçulmanos direitos adicionais, como o direito à alimentação halal e o cuidado pastoral nas forças armadas. Kurz disse que as mudanças pretendiam "combater claramente" a influência do islamismo radical na Áustria.  A lei aprovada pelo parlamento austríaco em fevereiro de 2015 não exigia uma versão autorizada do Alcorão. 
Em meio ao expurgo do governo turco contra membros de seu próprio serviço civil e militar em reação a um golpe de estado fracassado em julho de 2016, Kurz convocou o embaixador da Turquia para explicar as ligações de Ancara com manifestações de milhares de pessoas na Áustria em apoio ao presidente turco Recep Tayyip Erdoğan.
Serviu como Ministro dos Negócios Estrangeiros de 2013 até dezembro de 2017, e é o líder do Partido Popular Austríaco desde 2017.

Durante a  crise migratória na Europa em 2015, Sebastian Kurz afirmou a necessidade de maiores contrôles fronteiriços e apresentou um plano de integração para as áreas da aprendizagem do idioma, do mercado de trabalho, e da lei e dos valores.
Ainda em 2015, propôs uma nova legislação, proibindo a fundação de mesquitas pagas pelo estrangeiro, e regulando a versão do Alcorão que poderia ser usada na Áustria. Igualmente propunha mais direitos para a comunidade muçulmana, aceitando a dieta islâmica (halal) e permitindo a assistência espiritual islâmica nas forças armadas. Dentro da União Europeia, pugna pelo fim das negociações de adesão com a Turquia.

## Chanceler da Áustria (2017-2019 e 2020-2021)

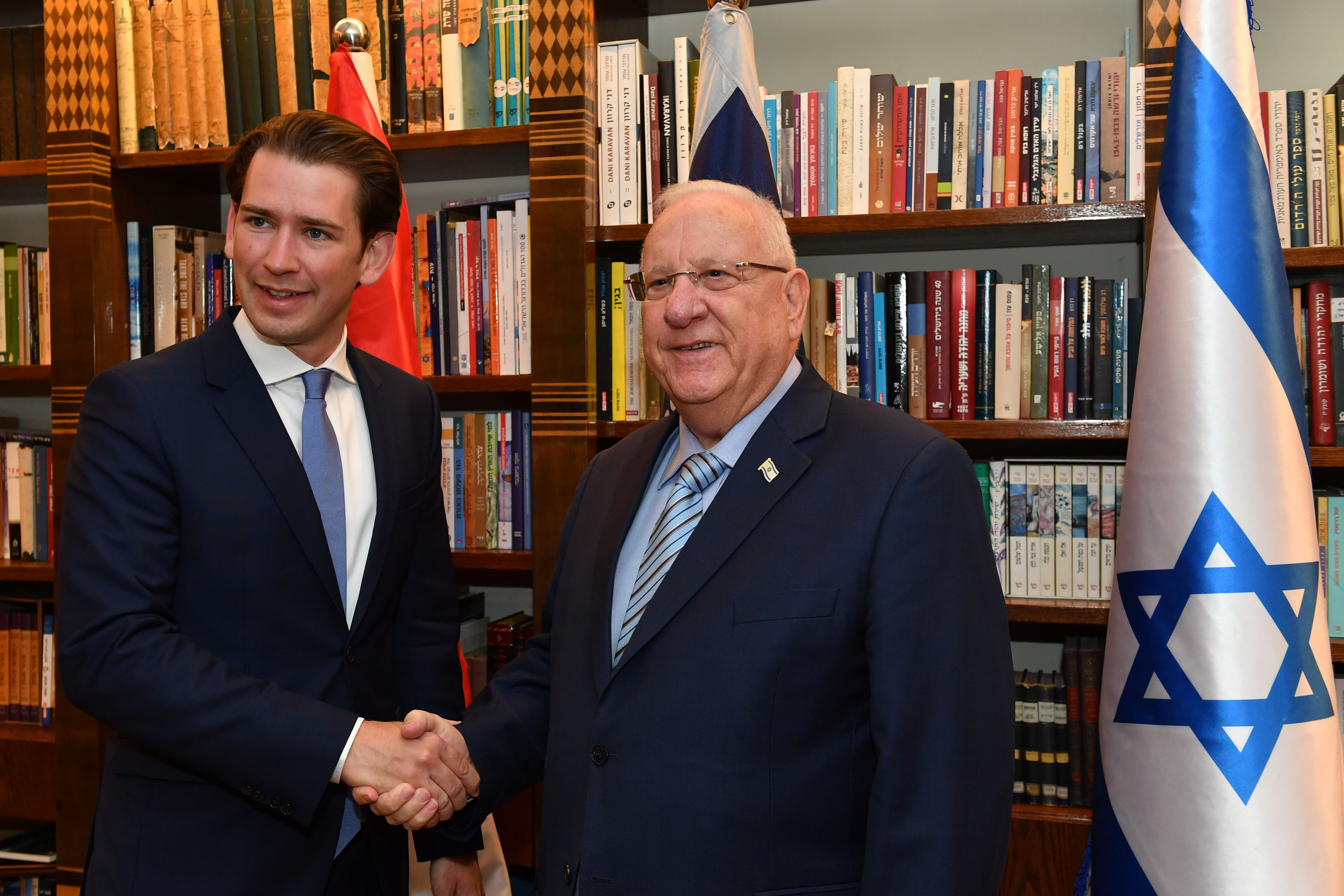
O Chanceler Kurz e o então presidente israelense Kurz.

No dia 18 de dezembro de 2017, assumiu o cargo de Chanceler da Áustria, tornando-se, aos 31 anos, o chefe de governo mais jovem da atualidade e da história da Áustria. O partido de Kurz ganhou uma pluralidade de assentos na eleição legislativa de 2017. Em 20 de outubro, o presidente Alexander van der Bellen pediu oficialmente a Kurz que fizesse sugestões sobre a formação de um novo governo. Em 18 de dezembro, o novo governo de coalizão tomou posse com Sebastian Kurz como chanceler e Heinz-Christian Strache, presidente do Partido da Liberdade, como vice-chanceler da Áustria. O Chanceler Kurz aproximou a Áustria, em muitos aspectos, do Grupo de Visegrád (V4), particularmente dos governos populistas eurocéptico e de direita de Mateusz Morawiecki na Polónia, Viktor Orbán na Hungria e Andrej Babiš na República Checa. Apesar de ter descartado a adesão da Áustria ao bloco das nações da Europa Central, Kurz disse que a Áustria poderia servir como uma ponte entre as nações da Europa Ocidental e Central dentro da União Europeia. Seu governo realizou várias convergências com Visegrad, especificamente sua forte oposição ao sistema de cotas para solicitantes de refúgio.
Em Maio de 2019, uma moção de censura derrubou Sebastian Kurz após um escândalo envolvendo um líder ultrancionalista da coalizão do governo, gravado em vídeo negociando licitações fraudulentas com uma suposta oligarca russa, na cidade espanhola Ibiza, em troca da compra de um tabloide local e doações partidárias. Os conservadores, no entanto, deixaram o governo fortalecidos pela preponderância do Partido Popular Austríaco (ÖVP) na eleição do Parlamento Europeu.
Seu segundo mandato foi marcado pela resposta a pandemia de COVID-19 e escândalos de corrupção que abalaram sua popularidade.
Em 8 de outubro de 2021, o Partido Verde pediu para ele renunciar, afirmando que ele não era digno da posição de Chanceler. No dia seguinte, frente a mais denúncias, desta vez de que ele supostamente teria comprado jornalistas para cobrirem ele e seu governo positivamente, Kurz anunciou que renunciaria ao cargo de Chefe de Governo, o fazendo em 11 de outubro.